# Trung tâm Giáo dục Giới tính Quốc gia Cuba

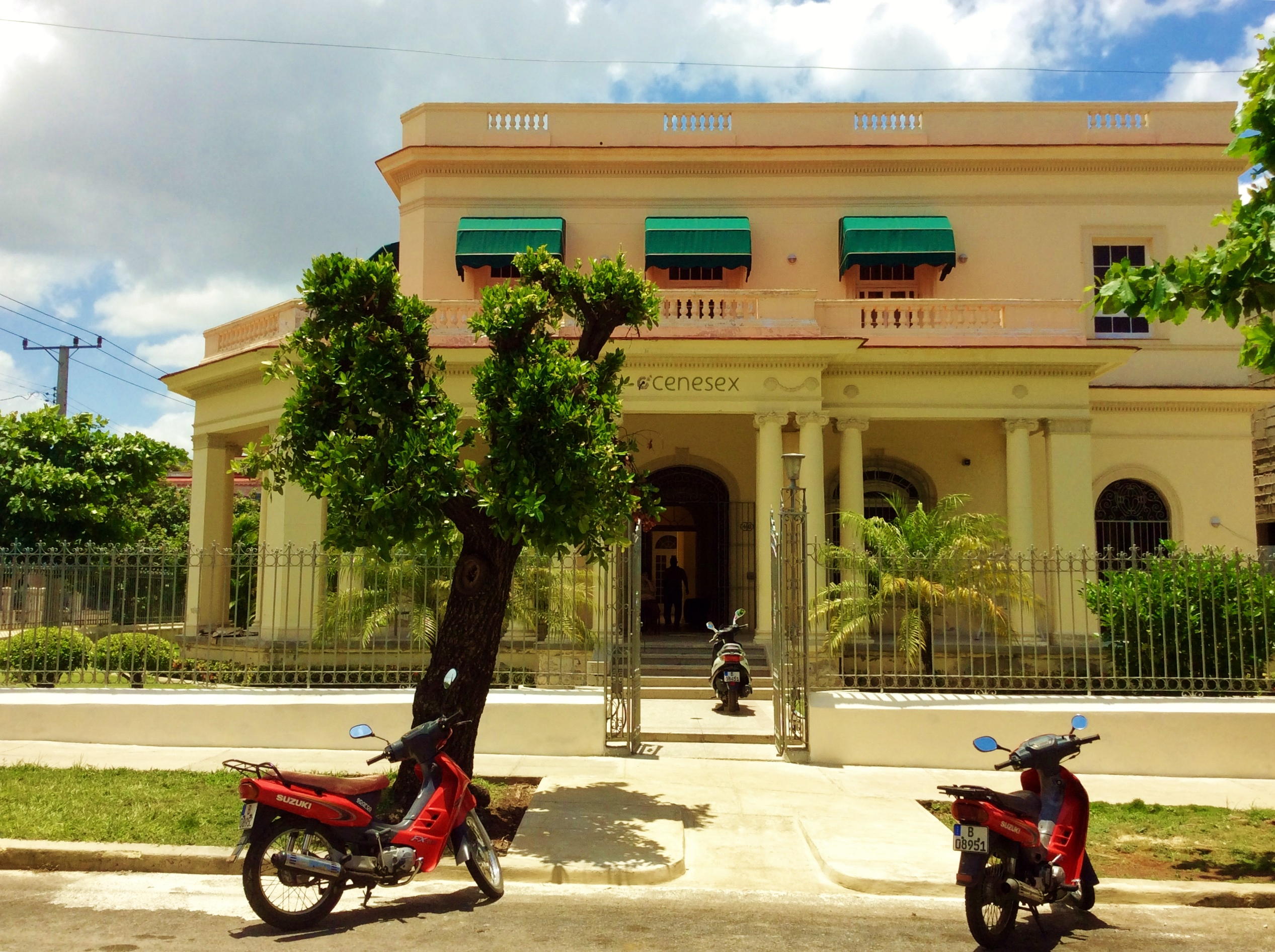
Trụ sở chính của CENESEX

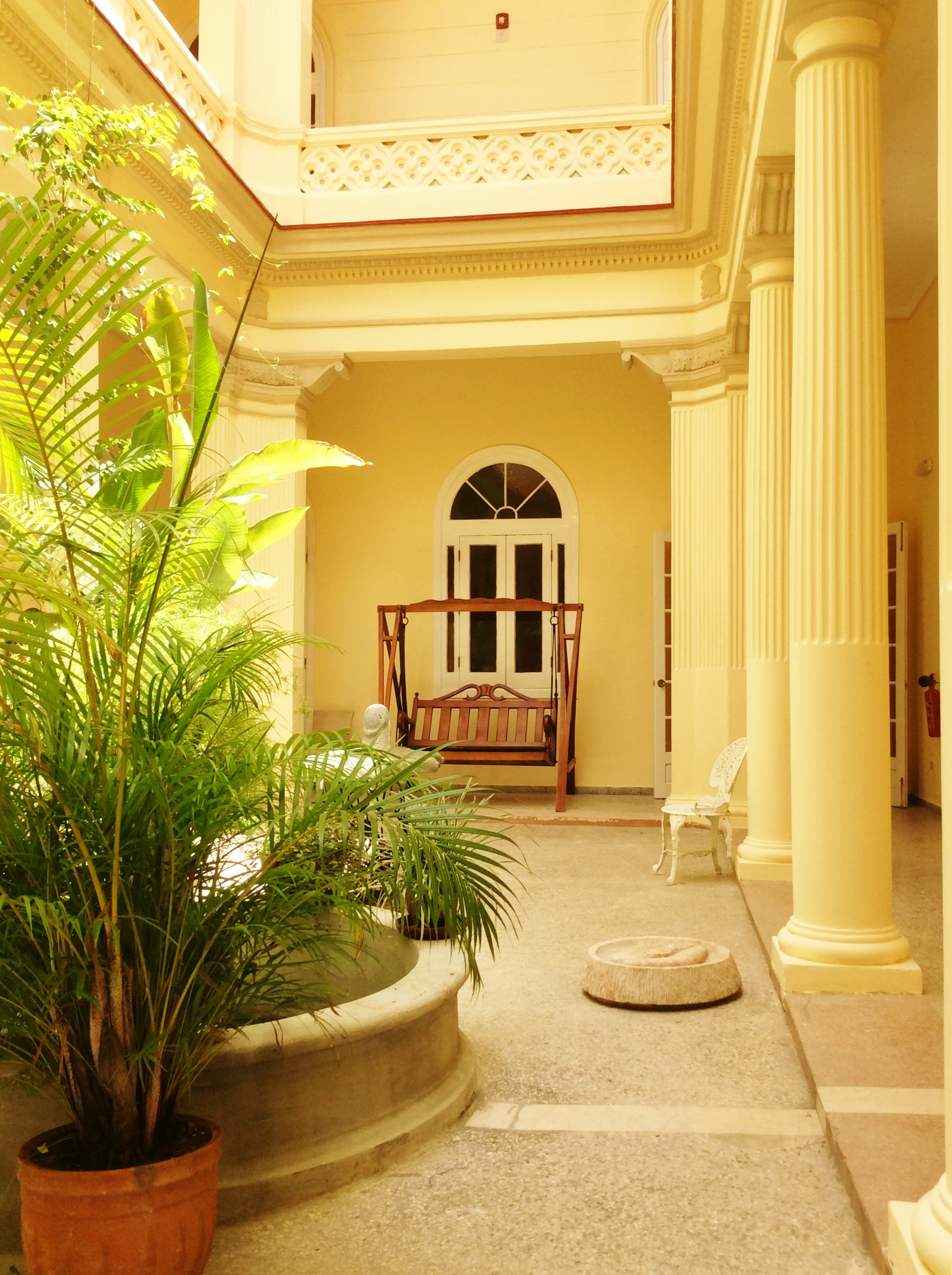
Nội thất CENEEX

Trung tâm Giáo dục Giới tính Quốc gia (tiếng Tây Ban Nha: Centro Nacional de Educación Sexual, CENESEX) là một cơ quan do chính phủ tài trợ được thành lập năm 1989 tại Cuba. Trung tâm này nổi tiếng với việc ủng hộ sự khoan dung đối với các vấn đề LGBT trên đảo. CENESEX nhấn mạnh sự chấp nhận đa dạng tính dục và đã thu hút sự chú ý của quốc tế trong những năm gần đây nhờ các chiến dịch vì quyền của người chuyển giới, bao gồm việc công nhận bản dạng giới của một cá nhân, bất kể giới tính khi sinh và cung cấp phẫu thuật chuyển đổi giới tính do nhà nước tài trợ.  Người đứng đầu trung tâm này là Mariela Castro, con gái của chính khách Cuba và cựu chủ tịch Liên đoàn Phụ nữ Cuba Vilma Espín, và cựu lãnh đạo Cuba Raúl Castro (bản thân ông là em trai của cựu lãnh đạo lâu năm Fidel Castro).

## Lịch sử
Kể từ cuộc cách mạng Cuba đã có nhiều chương trình giáo dục giới tính quốc gia khác nhau do Liên đoàn Phụ nữ Cuba và Bộ Y tế Công cộng Cuba điều phối. Năm 1972, Đoàn Công tác Giáo dục Giới tính Quốc gia (tiếng Tây Ban Nha: Grupo Nacional de Trabajo de Educación Sexual) được thành lập đóng vai trò là tổ chức riêng biệt nhằm phát triển và điều phối các loại hoạt động này trong các tổ chức và xã hội Cuba. Từ năm 1977, nó cũng nhận nhiệm vụ đào tạo nhà giáo dục và trị liệu tình dục, chăm sóc chuyên biệt cho người chuyển giới cũng như tư vấn và điều trị rối loạn chức năng tình dục. Năm 1989, Trung tâm Giáo dục Giới tính Quốc gia được thành lập với tư cách là đơn vị kế nhiệm của Đoàn Công tác nói trên, tăng cường công việc nghiên cứu và đào tạo các chuyên gia có trình độ trong lĩnh vực tình dục.

## Sứ mệnh
Sứ mệnh của CENESEX là góp phần "phát triển một nền văn hóa tình dục trọn vẹn, vui vẻ và có trách nhiệm, cũng như thúc đẩy việc thực hiện đầy đủ các quyền tình dục". Trung tâm đóng vai trò chính trong giáo dục liên quan đến biện pháp tránh thai và AIDS.

## Chuyển đổi giới tính do nhà nước tài trợ
Trung tâm đã thúc đẩy việc thông qua luật cung cấp cho người chuyển giới phẫu thuật chuyển đổi giới tính miễn phí và liệu pháp thay thế hormone, bên cạnh việc cấp cho họ giấy tờ tùy thân hợp pháp mới với giới tính đã thay đổi của họ. Một dự thảo luật đã được trình lên Quốc hội Cuba vào năm 2005. Trước khi được thông qua, người ta cho rằng dự luật này sẽ đưa Cuba trở thành quốc gia tiến bộ nhất ở Mỹ Latinh về các vấn đề giới tính. Biện pháp này được thông qua vào tháng 6 năm 2008.